# Loxostylis alata
Loxostylis alata är en sumakväxtart som beskrevs av Spreng. och Heinrich Gottlieb Ludwig Reichenbach. Loxostylis alata ingår i släktet Loxostylis och familjen sumakväxter. Inga underarter finns listade i Catalogue of Life.